# Delray Beach Open 2016 - Qualificazioni singolare
Le qualificazioni del singolare del Delray Beach Open 2016 sono state un torneo di tennis preliminare per accedere alla fase finale della manifestazione. I vincitori dell'ultimo turno sono entrati di diritto nel tabellone principale. In caso di ritiro di uno o più giocatori aventi diritto a questi sono subentrati i lucky loser, ossia i giocatori che hanno perso nell'ultimo turno ma che avevano una classifica più alta rispetto agli altri partecipanti che avevano comunque perso nel turno finale.

## Teste di serie
1. Luca Vanni (ultimo turno)
2. Tatsuma Itō (qualificato)
3. Radu Albot (qualificato)
4. Alejandro Falla (ultimo turno)

1. Yoshihito Nishioka (ultimo turno)
2. Bjorn Fratangelo (ultimo turno)
3. John-Patrick Smith (qualificato)
4. Dennis Novikov (qualificato)

## Qualificati
1. Dennis Novikov
2. Tatsuma Itō

1. Radu Albot
2. John-Patrick Smith

## Tabellone qualificazioni

### Legenda
| - Q = Qualificato - WC = Wild card - LL = Lucky loser | - ALT = Alternate - SE = Special Exempt - PR = Protected Ranking | - w/o = Walkover - r = Ritirato - d = Squalificato |

### Sezione 1
|  | Primo turno | Primo turno     | Primo turno   | Primo turno | Primo turno |  |  | Ultimo turno | Ultimo turno   | Ultimo turno | Ultimo turno | Ultimo turno |  |
|  |             |                 |               |             |             |  |  |              |                |              |              |              |  |
|  | 1           | Luca Vanni      | Luca Vanni    | 7           | 6           |  |  |              |                |              |              |              |  |
|  | Alt         | Artem Smyrnov   | Artem Smyrnov | 5           | 2           |  |  | 1            | Luca Vanni     | 6(0)         | 6            | 6            |  |
|  |             | Jared Donaldson | 3             | 7           | 3           |  |  | 8            | Dennis Novikov | 7            | 3            | 7            |  |
|  | 8           | Dennis Novikov  | 6             | 64          | 6           |  |  |              |                |              |              |              |  |

### Sezione 2
|  | Primo turno | Primo turno      | Primo turno      | Primo turno | Primo turno |  |  | Ultimo turno | Ultimo turno     | Ultimo turno | Ultimo turno | Ultimo turno |  |
|  |             |                  |                  |             |             |  |  |              |                  |              |              |              |  |
|  | 2           | Tatsuma Itō      | 6                | 65          | 7           |  |  |              |                  |              |              |              |  |
|  |             | James McGee      | 3                | 7           | 5           |  |  | 2            | Tatsuma Itō      | 6            | 4            | 6            |  |
|  | WC          | Edoardo Tessaro  | Edoardo Tessaro  | 2           | 3           |  |  | 6            | Bjorn Fratangelo | 3            | 6            | 4            |  |
|  | 6           | Bjorn Fratangelo | Bjorn Fratangelo | 6           | 6           |  |  |              |                  |              |              |              |  |

### Sezione 3
|  | Primo turno | Primo turno        | Primo turno | Primo turno | Primo turno |  |  | Ultimo turno | Ultimo turno       | Ultimo turno       | Ultimo turno | Ultimo turno |  |
|  |             |                    |             |             |             |  |  |              |                    |                    |              |              |  |
|  | 3           | Radu Albot         | 5           | 6           | 6           |  |  |              |                    |                    |              |              |  |
|  | Alt         | Eric Quigley       | 7           | 4           | 1           |  |  | 3            | Radu Albot         | Radu Albot         | 6            | 6            |  |
|  | WC          | Tommy Paul         | 4           | 7           | 4           |  |  | 5            | Yoshihito Nishioka | Yoshihito Nishioka | 4            | 3            |  |
|  | 5           | Yoshihito Nishioka | 6           | 5           | 6           |  |  |              |                    |                    |              |              |  |

### Sezione 4
|  | Primo turno | Primo turno        | Primo turno | Primo turno | Primo turno |  |  | Ultimo turno | Ultimo turno       | Ultimo turno | Ultimo turno | Ultimo turno |  |
|  |             |                    |             |             |             |  |  |              |                    |              |              |              |  |
|  | 4           | Alejandro Falla    | 5           | 6           | 6           |  |  |              |                    |              |              |              |  |
|  |             | Somdev Devvarman   | 7           | 2           | 1           |  |  | 4            | Alejandro Falla    | 2            | 6            | 1            |  |
|  |             | Andrej Rublëv      | 6           | 3           | 0           |  |  | 7            | John-Patrick Smith | 6            | 2            | 6            |  |
|  | 7           | John-Patrick Smith | 4           | 6           | 6           |  |  |              |                    |              |              |              |  |